# エレナ・チャウシェスク
エレナ・チャウシェスク（ルーマニア語: Elena Ceaușescu、ルーマニア語発音: [eˈlena tʃe̯a.uˈʃesku]; 1916年1月7日 - 1989年12月25日）は、ルーマニアの共産政治家。ルーマニア社会主義共和国閣僚評議会第一副議長、ルーマニア共産党中央委員会委員および党中央執行委員会委員を務めた。ルーマニア共産党書記長ならびにルーマニア社会主義共和国大統領、ニコラエ・チャウシェスク(Nicolae Ceaușescu)の妻である。1980年代以降になると、夫のニコラエとともに個人崇拝の対象となり、「Mama Neamului」（「国民の母」）と呼ばれ、絶大な権勢を振るうようになった。
1989年12月22日にルーマニア国内で勃発した革命のおり、夫とともに首都・ブクレシュティから脱出してトゥルゴヴィシュテに着くも、その日のうちに軍隊に捕縛された。イオン・イリエスク(Ion Iliescu)が議長となった救国戦線評議会(Consiliului Frontului Salvării Naţionale)による決定に基づき、チャウシェスク夫妻は裁判にかけられた。チャウシェスク夫妻は、国家に対する犯罪、自国民の大量虐殺、外国の銀行に秘密口座の開設、ならびに「国民経済を弱体化させた」容疑で起訴され、夫婦の全財産没収ならびに死刑を宣告されたのち、エレナは夫・ニコラエとともに銃殺刑に処せられた。

## 生い立ち

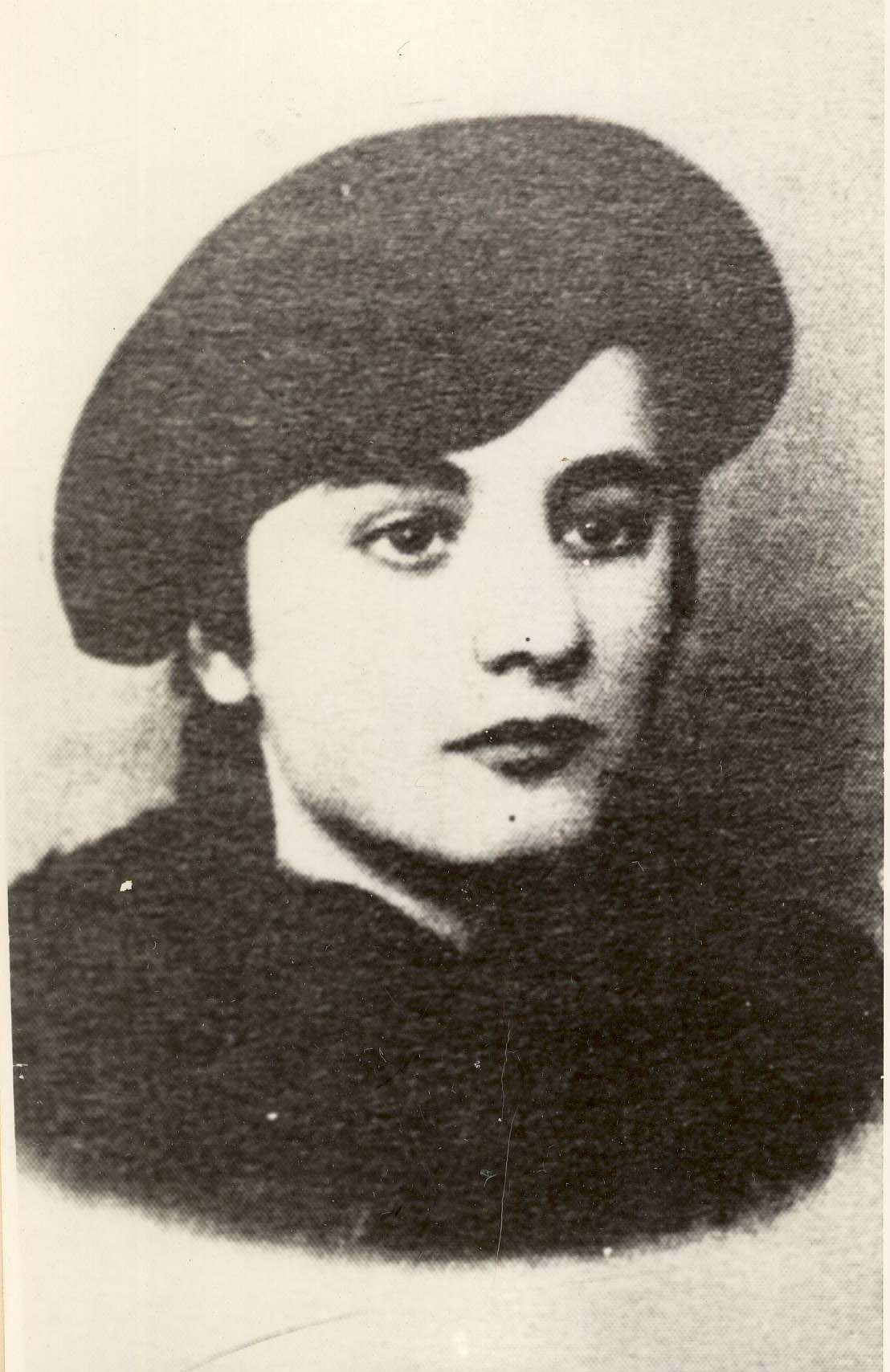
1939年のエレナ

1916年1月7日、ルーマニア王国・ワラキア地方ドゥンボヴィツア郡ペトレシュティ(Petrești commune, Dâmbovița County)の農家にて、父、ナエ・ペトレスク(Nae Petrescu)と、母、アレクサンドリーナ・ペトレスク(Alexandrina Petrescu)の間に生まれた。出生証明書に登録されている彼女の名前は「レヌーツァ・ペトレスク」(Lenuța Petrescu)である。レヌーツァは小学校を卒業できず、満足な教育は受けられなかった。彼女は音楽、体操、裁縫の面では優秀であった。
兄のゲオルゲとともに首都・ブクレシュティに移住し、薬の実験室にて製造助手として働き、のちに化学繊維工場での職を得て、裁縫師として働いた。
1937年、レヌーツァはルーマニア共産党に入党した。1939年、当時21歳であったニコラエ・チャウシェスク(Nicolae Ceaușescu)と出会った。伝えられるところでは、チャウシェスクは一目でエレナに魅了され、彼女以外の女性に対しては恋心が芽生えることは無かったという。チャウシェスクがたびたび刑務所に入っていたことにより、2人の関係はなかなか進展しなかった。1947年12月23日、2人は結婚した。
彼女はのちに自身の名前を「エレナ」に改めた。

## 権力の掌握
1945年、エレナは共産党から外務省に派遣され、秘書官として働いたが、「無能」と判断され、解雇された。当時、外務省にいた同僚の1人、パーヴェル・クンパーノ(Pavel Câmpeanu)は、エレナについて、「彼女は新聞の発行元の区別が付かず、とても苦労していた。彼女は英語とフランス語を混ぜて使っていた」「彼女が建物の2階にいたり、終日不在であっても、不便に感じた者は誰もいませんでした」という。クンパーノは、ボブ・ワイリー(Bob Wylie)とジョージ・ギャロウェイ(George Galloway)の著書『The Collapse』を引用しつつ、「残念ながら、彼女は使い物にならなかったのです」と述懐している。エレナは1950年に「この間、私も2度出産して苦労したが、精力的になるどころか、怠惰になっていた時期もある。私は本を読もうともせず、仕事への意欲も湧かなかった」と書き残している。歴史学者のヴラディミール・ティスマナーノはエレナについて、「彼女には、規律と服従以外に際立っていたものは無かった。何かが足りず、退屈で、ユーモアのセンスが無く、それゆえに『信頼できる仲間』であったのだ」と書いている。
1965年3月19日にゲオルゲ・ゲオルギウ＝デジ(Gheorghe Gheorghiu-Dej)が肺癌で亡くなり、それに伴って夫のニコラエがルーマニア共産党書記長に就任し、権力を掌握すると、エレナは夫が外国を訪問する際に公式に同行するようになった。1971年6月、夫婦が中華人民共和国を訪問し、毛沢東と江青と会談した際、エレナは江青が如何にして権力の座を維持しているか、に着目した。エレナは江青に触発され、ルーマニアにおける自身の政治的台頭を画策し始めるようになったと考えられている。6月15日、チャウシェスクは北朝鮮を訪問し、金日成と会談した。チャウシェスクは、毛沢東と金日成の個人崇拝(Cult of Personality)に強く影響され、中国や北朝鮮の政治体制を模倣するようになったとみられている。
1971年7月6日のルーマニア共産党中央委員会政治執行委員会のの場で、チャウシェスクは「七月の主張」(Tezele din iulie)と呼ばれる演説を行った。この演説のあと、エレナは「社会経済予測中央委員会」の委員に選出された。1972年7月以降、エレナ・チャウシェスクはルーマニア共産党の党指導部の1人としてさまざまな党職に就くようになる。1972年7月にはルーマニア共産党中央委員会委員に、1973年6月にはルーマニア共産党中央委員会政治局員に選出され、夫に次ぐ影響力を持った重要人物となった。エレナは夫とともに党の運営に強く関与するようになり、高位な政治的地位に上り詰めた。
1973年6月、エミール・ボドナラーシュ(Emil Bodnăraș)からの推薦を受けたエレナは、党執行委員会委員に選出された。1974年11月に開催された第11回党大会にて政治執行委員会委員に選出され、1977年1月には党の最高機関である政治執行委員会常設局委員に選出された。1975年3月9日、国の立法府であるルーマニア大国民議会(Marea Adunare Națională)の選挙が実施され、エレナはこれに当選した。1989年に本人が死亡するまで、同国の最重要工業地帯であるアルジェシュ郡ピテシュティ(Pitești, Argeș County)の議席を保持していた。1980年3月には夫・ニコラエから閣僚評議会第一副議長に任命され、1989年のルーマニア革命で処刑されるまで、これらの政治的地位を保持し続けた。
1980年代以降になると、エレナは「Mama Neamului」「（国民の母」）と呼ばれるようになり、夫・ニコラエとともに強烈な個人崇拝の対象となった。エレナの虚栄心と名誉欲は、夫のそれを上回っていた。ルーマニアの国営放送は、チャウシェスク夫妻をテレビの画面に映し出す際に細心の注意を払うよう厳命されていた。1つには、「エレナの横顔を決して映してはならない」ということになっていた。「彼女の鼻は大きく、全体的に冴えない風貌だから」だという。
1987年6月13日、エレナはブクレシュティにあった教会『Biserica „Sfânta Vineri”-Herasca』（「聖金曜日・ヘラスカ教会」）を解体するよう命じた。彼女はその際に「Jos porcăria!」（「滅びよ！」）と叫んだという。翌7月、教会は取り壊された。のちにこの教会は、建物があった地点から150メートル離れた場所に再建された。ブクレシュティでは、23の教会が共産主義者によって取り壊され、「聖金曜日・ヘラスカ教会」は17番目に破壊された教会であった。
エレナはルーマニア化学研究所(Institutul de Cercetare Chimică, ICECHIM)の所長でもあり、7年間務めた。1974年、エレナはルーマニア科学協会(Academia Română)の正会員に選出された。1985年、夫・ニコラエも正会員に選出され、これの名誉会長となった。1989年12月26日、2人の名前はルーマニア科学協会から除名された。

## 革命と処刑
1989年12月15日、ルーマニア政府は、ティミショアラ(Timișoara)に住むハンガリー人の牧師、トゥーケーシュ・ラースロー(Tőkés László)に対して教区から立ち退くよう命じた。これに対し、ハンガリー人が抗議行動を開始した。トゥーケーシュは、1989年7月にハンガリーのテレビ局の取材訪問で「ルーマニア人は自分たちの人権さえも知らないのだ」と発言していた。2008年にトゥーケーシュが語ったところでは「これは、独裁者であるチャウシェスクを支持する必要は無いのだ、ということを伝えるものでした。チャウシェスクの仮面を剥ぎ取るためにどうしても必要だったのです」という。トゥーケーシュの言葉は、ルーマニア国民や秘密警察のセクリターテ(Securitate)に動揺と影響を及ぼした。トゥーケーシュに対する立ち退き命令と、それに反対するハンガリー人の抗議は、やがて暴動・革命運動へと発展していった。
1989年12月22日、ニコラエとエレナの2人は大群衆を前にしてヘリコプターに乗って逃亡を図り、トゥルゴヴィシュテ(Târgoviște)に到着するも、軍隊に拘束された。2人は地元の軍事部隊の敷地に装甲車で運ばれた。12月24日、救国戦線評議会(Consiliului Frontului Salvării Naţionale)の議長、イオン・イリエスク(Ion Iliescu)は、チャウシェスク夫妻を裁判にかける「特別軍事法廷」を設立する命令に署名した。
軍隊の兵舎の中でチャウシェスク夫妻に対する小規模の略式裁判が展開され、その様子はテレビ映像を通じて世界中に放映された。テレビに映し出された映像では、エレナは少数の質問に答えたのみで、喚いたり叫んだりするばかりであり、夫・ニコラエがエレナに対して落ち着くよう宥める様子も見られた。
チャウシェスク夫妻は、国家に対する犯罪、自国民の大量虐殺、外国の銀行に秘密口座の開設、ならびに「国民経済を弱体化させた」容疑で起訴され、夫婦の全財産没収ならびに死刑を宣告された。1989年12月25日付の官報には、救国戦線評議会による署名とともに、以下の公式声明が掲載された。「歴史と法律を前に、独裁者とその手先たちの犯した罪は、国を破滅へと導こうとする行為に対するしかるべき制裁を厳正に決定する法廷の場で立証されるであろう」
この公式声明が発表された時点で、チャウシェスクはすでに処刑されていた。
夫・ニコラエは、ルーマニア大国民議会の承認が無い限り、この裁判は無効であり、自分たちを裁いている軍人たちの言い分には何の根拠も無い、と反論した。夫婦は両手を紐で後ろ手に縛られた状態で建物から連行されていった。連行されていく途中、ニコラエは「自由なる独立国・ルーマニア社会主義共和国万歳！」と叫んだ。
午後2時40分、裁判は終わり、午後2時45分にニコラエとエレナに対して死刑が宣告された。その後まもなく、夫婦は両手を紐で後ろ手に縛られた状態で建物から連行されていった。連行されていく途中、ニコラエは「自由なる独立国・ルーマニア社会主義共和国万歳！」と叫んだ。ニコラエは、銃殺される少し前に、共産革命の歌「インターナショナル」を口ずさみ、「裏切り者を殺せ！」と叫んだ。銃殺隊を前に、エレナは以下のように絶叫した。「よく考えなさい。私はこの20年間、お前たちの母親であり続けてきたのよ！」
1989年12月25日14時50分、エレナ・チャウシェスクは夫とともに銃殺刑に処せられた。夫婦の処刑は判決が出てから10分以内に執行された。夫婦が銃殺される前後の映像もテレビ中継を通じて世界中に放映された。夫婦の遺骸は、ゲンチャ墓地に埋葬された。
チャウシェスク夫妻の処刑を指揮したイオネル・ボエロ(Ionel Boeru)は、「2人には何の同情も湧かなかった。視線を交わすことも無かった。動物を殺すようなものだ」と語っている。
共産政権が滅びたのち、ルーマニアでは1990年1月7日に死刑を廃止した。ニコラエとエレナの2人は、ルーマニアで死刑が執行された最後の存在となった。また、共産主義体制下のルーマニアで死刑が導入されたのは、1957年9月30日のことであった。
ニコラエとエレナの間には、長男ヴァレンティン、長女ゾヤ、次男ニクが生まれた。ニクはルーマニア共産党の主要な人物であったが、ヴァレンティンとゾヤは政治には関わっていなかった。

## 化学者としての評価
1950年代のエレナは、ブクレシュティにある工科大学の夜間課程で学び、化学の学士号を取得した。彼女はのちに科学者となり、化学の博士号も取得した。エレナ・チャウシェスクの名前で、多くの論文が発表されている。
しかし、1989年12月25日にエレナが死亡したのち、「エレナ・チャウシェスク名義で論文を書くよう強要された」と主張する科学者が複数現れ始めた。1984年にラジオ・フリー・ヨーロッパ(Radio Free Europe)が報告したところでは、「彼女がブカレストにある大学の化学部で博士号を取得したがっていたころ、ある噂が立っていた。大学の学部長で化学者のコスティン・D・ネニツェスク(Costin D. Nenițescu)がこれに強く反対したのだという噂が。彼女はそれを諦め、ヤシ大学(Universitatea din Iaşi)の研究者、クリストフォール・I・スィミオネスク(Cristofor I. Simionescu)とイオアン・ウルソ(Ioan Ursu)に論文を提出し、完遂したのだ」という。
のちに、ニコラエ・チャウシェスクが自身の権力を行使する形で、ブカレスト大学はエレナに博士号を授与している。
科学雑誌『ネイチャー』(Nature)は、2012年に以下のように書いた。「With plagiarism seemingly endemic in Romania, as well as rife among Europe's political class, a bid by academics to root out misconduct deserves widespread support.」（「剽窃はルーマニア特有の現象ではなく、ヨーロッパの政治家たちの間でも蔓延しているようであり、不正行為を撲滅せんとする学者たちの努力は、強く支持するに値する」）
実際、ルーマニアでは政治家による博士論文の盗用・剽窃がしばしば報じられている。
エレナは「コードイ」(Codoi)という渾名で呼ばれることがあった。これは、化合物である「CO2」（二酸化炭素。「C」は炭素、「O」は酸素、「Doi」はルーマニア語で「2」の意味）の名前を彼女が間違って発音していた、とされることに因む。1989年12月25日の略式裁判でチャウシェスク夫妻の弁護を担当したコンスタンティン・ルチェスク(Constantin Lucescu)は、エレナを「Codoi」と呼んだ。
なお、「Codoi」とはルーマニア語で「でかい尻尾」を意味する言葉である。
1957年、エレナはルーマニア化学研究所(Institutul de Cercetare Chimică, ICECHIM)に研究員として雇われた。その後、彼女は研究所の党委員会委員になり、党委員会書記となった。1965年3月、夫・ニコラエが共産党書記長に就任したのち、エレナは研究所の所長として名前が登録された。この年の12月、エレナは国家科学技術研究評議会の委員に選出され、1966年9月には第一級科学功労勲章を授与された。
夫・ニコラエは、二酸化炭素の化学式を知らなかった妻・エレナを、国家科学技術研究評議会の議長に任命している。1978年にアメリカ合衆国に亡命したセクリターテの諜報員、イオン・ミハイ・パチェパ(Ion Mihai Pacepa)によれば、「彼女は水の化学式さえも知らなかった」という。
1974年3月、エレナはルーマニア科学協会・化学部門の正会員に選出された。高分子化学の分野における科学的業績に対し、多くの名誉賞を授与された。エレナは数多くの特許の共同発明者として名を連ねているが、多くの科学者は、彼女はこれらの特許を自分に譲渡するよう強要した、と主張している。
ルーマニアの科学者団体は、「エレナ・チャウシェスクには科学の知識はほとんど無い、と伝えられているにもかかわらず、彼女による研究（とされている）は現代の科学論文で未だに引用されており、研究に影響を与えている」とし、エレナの科学者としての資格を剥奪しようとしている。
ヴラディミール・ティスマナーノはエレナについて、「彼女は本当に自分が知識人だと思っていた」「自分は本物の科学者である、と思い込んでいたのだ」と書いた。
1978年6月、ニコラエ・チャウシェスクが妻とともにイギリスを訪問した際、王立化学研究所(The Royal Institute of Chemistry)は、エレナを会員として認可した。王立化学研究所の後身である王立化学協会(The Royal Society of Chemistry)によれば、エレナの名誉会員の資格は、彼女の死後の1990年に事実上の終焉を迎えたという。王立化学研究所とエレナの関係は、エレナの死の数日前から解消しつつあったという。
欧州特許庁(European Patent Office)は、エレナ・チャウシェスク名義で申請・登録された特許を保管し続けている。

## 受勲

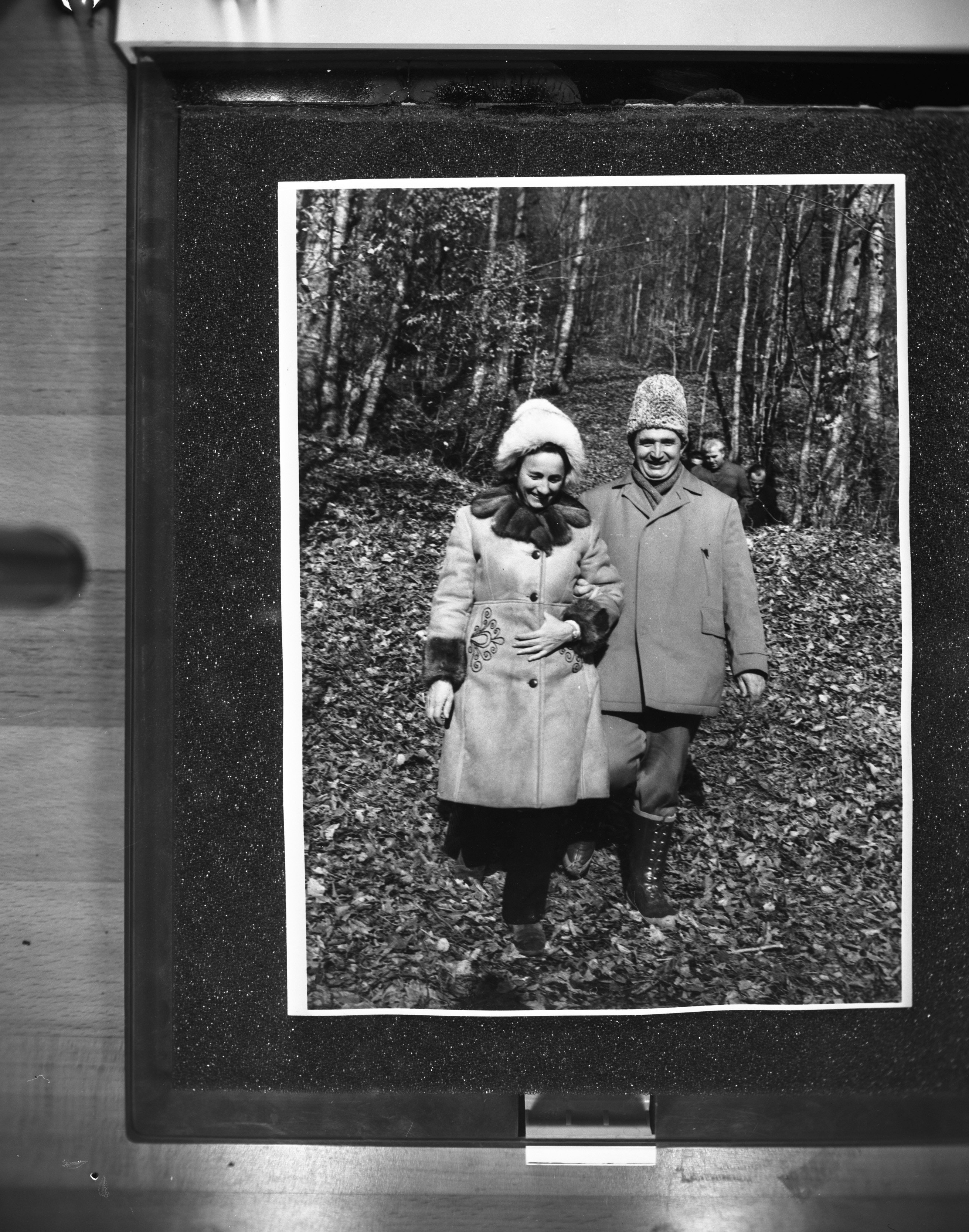
夫・ニコラエと（1978年1月24日）

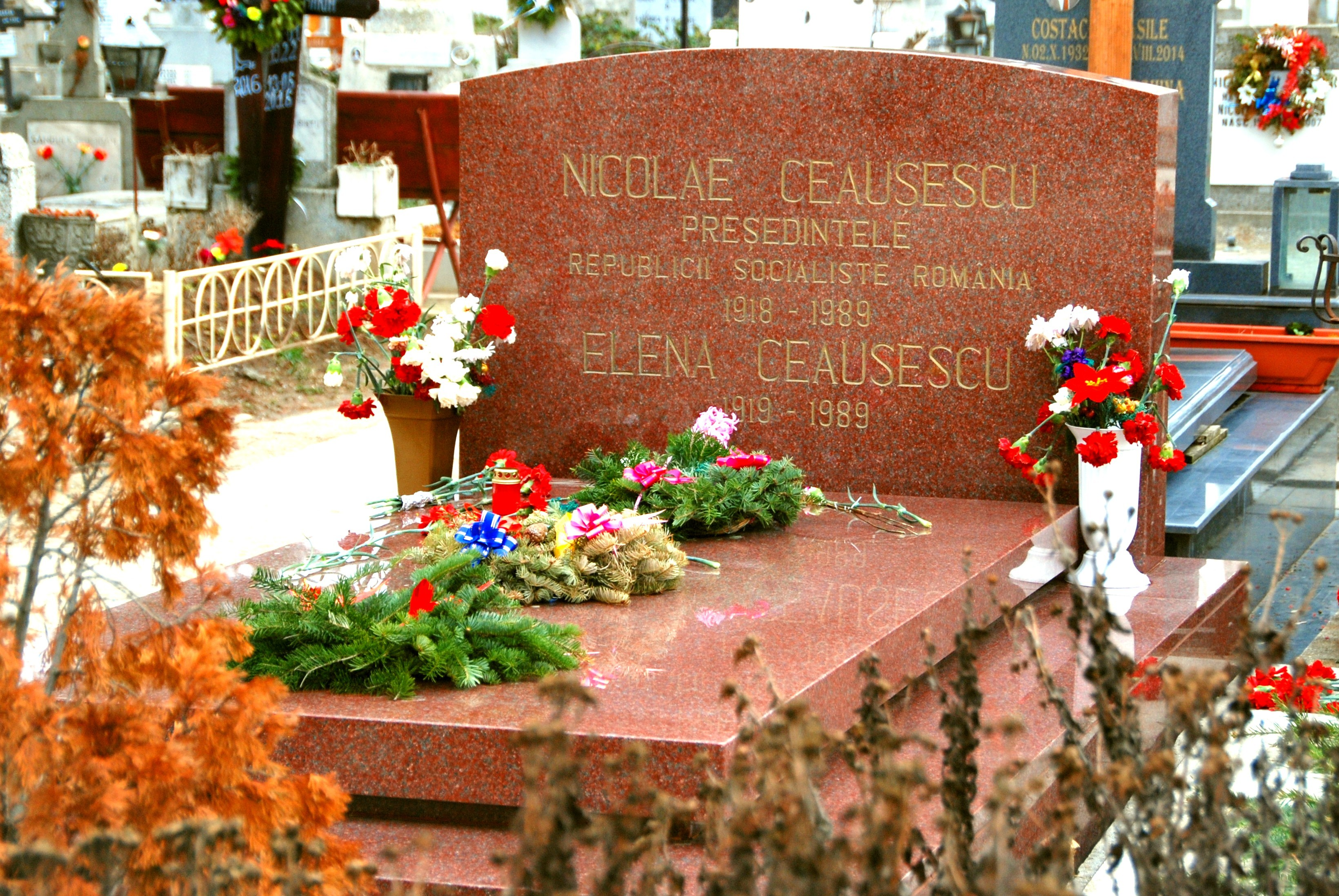
チャウシェスク夫妻が埋葬されているゲンチャ墓地。エレナの生年が「1919」と刻印されているが、正確な生年は「1916」である。

エレナは世界各国の機関から数多くの勲章を受勲している。
- ルーマニア社会主義共和国英雄（1971年5月4日）[46]

- 「社会主義の勝利」勲章（1981年）

- ペルシア帝国建国2500年記念勲章（1971年10月14日、イラン）[47]

- イタリア共和国功労勲章大十字勲章（1973年5月21日、イタリア）[48]

- サン・マルティン解放将軍大十字勲章 (1974年、アルヘンティーナ)

- ヘンリー王子勲章ドゥーマ・グレンジ・コラー（1975年6月12日、ポルトガル）[49]

- ガブリエラ・スィラン勲章（1975年4月9日、フィリピン）[50]

- 王国防衛勲章名誉総司令官（1984年、マレーシア）[51]

### 名誉学位と教授職
エレナ・チャウシェスクは、複数の大学で名誉博士号を取得し、アメリカ、アジア、ヨーロッパ、中南米、アフリカ大陸の国々における一部の学会の会員でもあった。
- ニューヨーク科学協会会員（1973年、アメリカ）

- アテネ科学協会通信会員（1976年、ギリシア）

- ブエノス・アイレス大学名誉博士(1974年、アルヘンティーナ),

- スール国立大学名誉博士（1974年、バイア・ブランカ）

- フィリピン女子大学名誉博士（1975年）

- ユカタン自治大学名誉博士（1975年、メキシコ）

- テヘラン大学名誉博士（1975年、イラン）

- 国際工業化学会名誉会員（1970年）

- 国立工科大学名誉教授（1973年、リマ）.

- アメリカ化学者協会名誉会員（1973年、ワシントンD.C.）

- コスタ・リカ化学者および化学工学大学名誉会員（1973年、サン・ホセ）

- エクアドル中央大学評議会およびエクアドル中央大学自然科学研究所名誉会員（1973年）

- メキシコ化学会名誉会員（1975年）

- ガーナ芸術科学協会名誉会員（1977年）

- ウエストミンスター大学名誉教授（1978年）[52]

## 博士論文
- Stereospecific Polymerization of Isoprene

## 著書
- Research work on synthesis and characterization of macromolecular compounds, Editura Academiei Republicii Socialiste România, 1974
- Nouvelles recherches dans le domaine des composés macromoleculaires, 1984
- Dostizheniia v khimii i tekhnologii polimerov, 1988

## 写真一覧

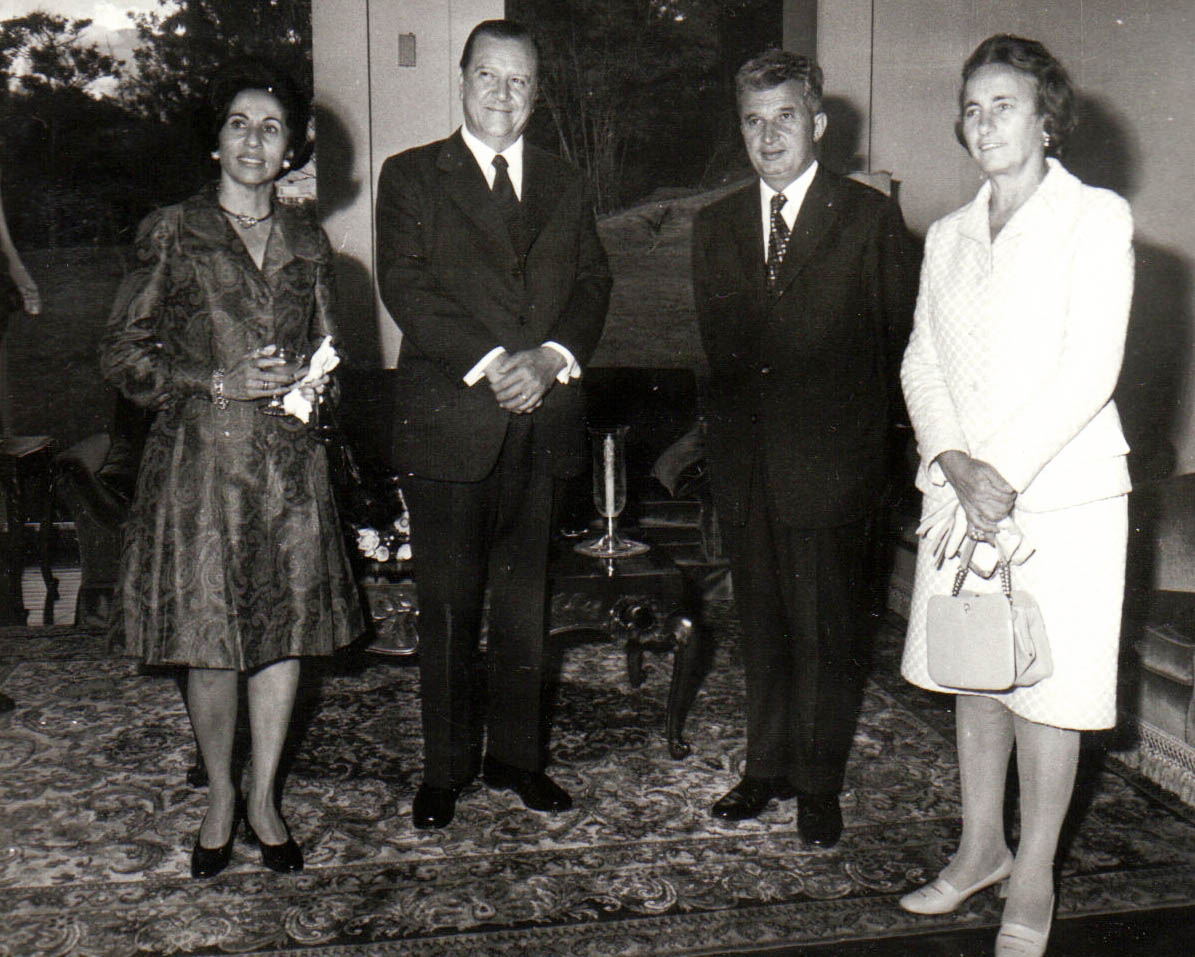
1973年9月、ベネズエラにて
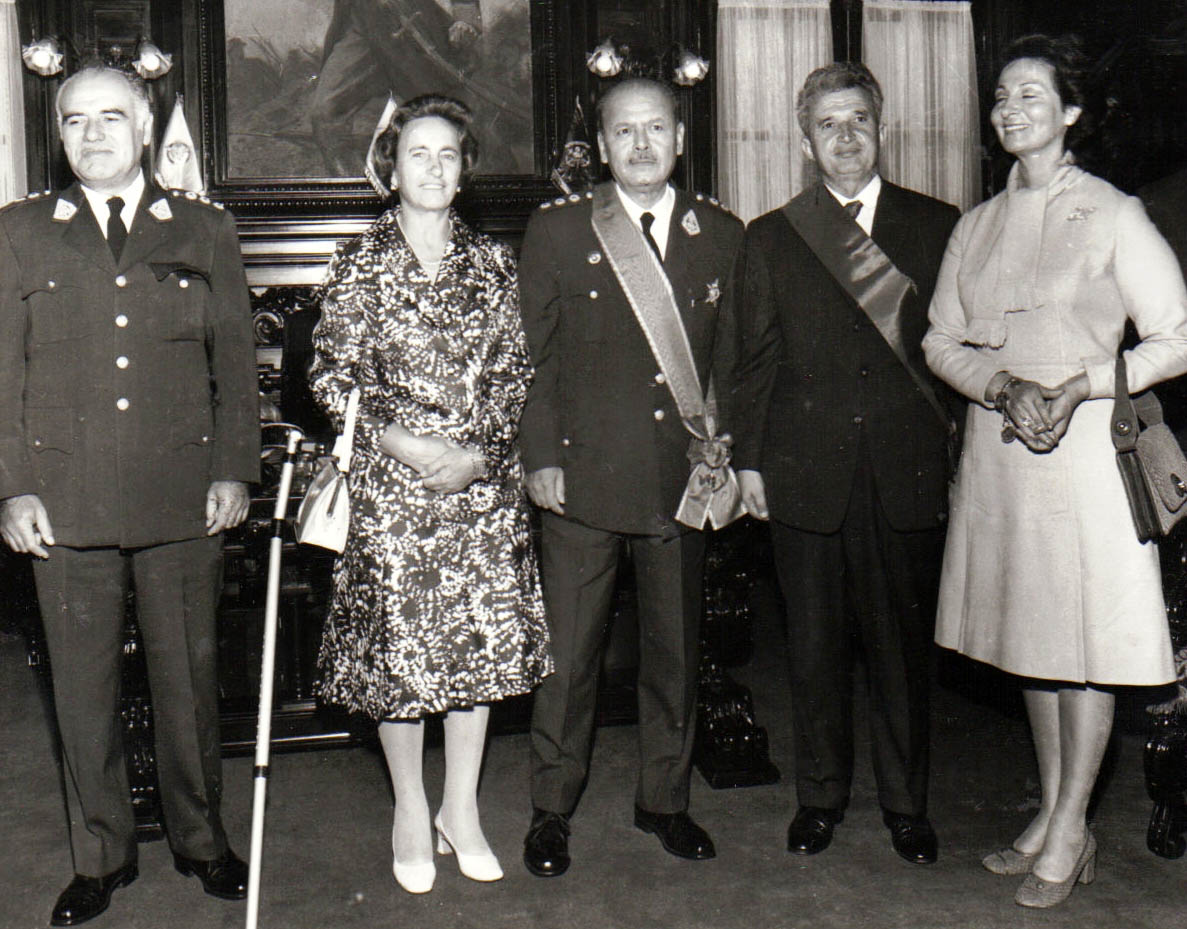
1973年9月、ペルーにて
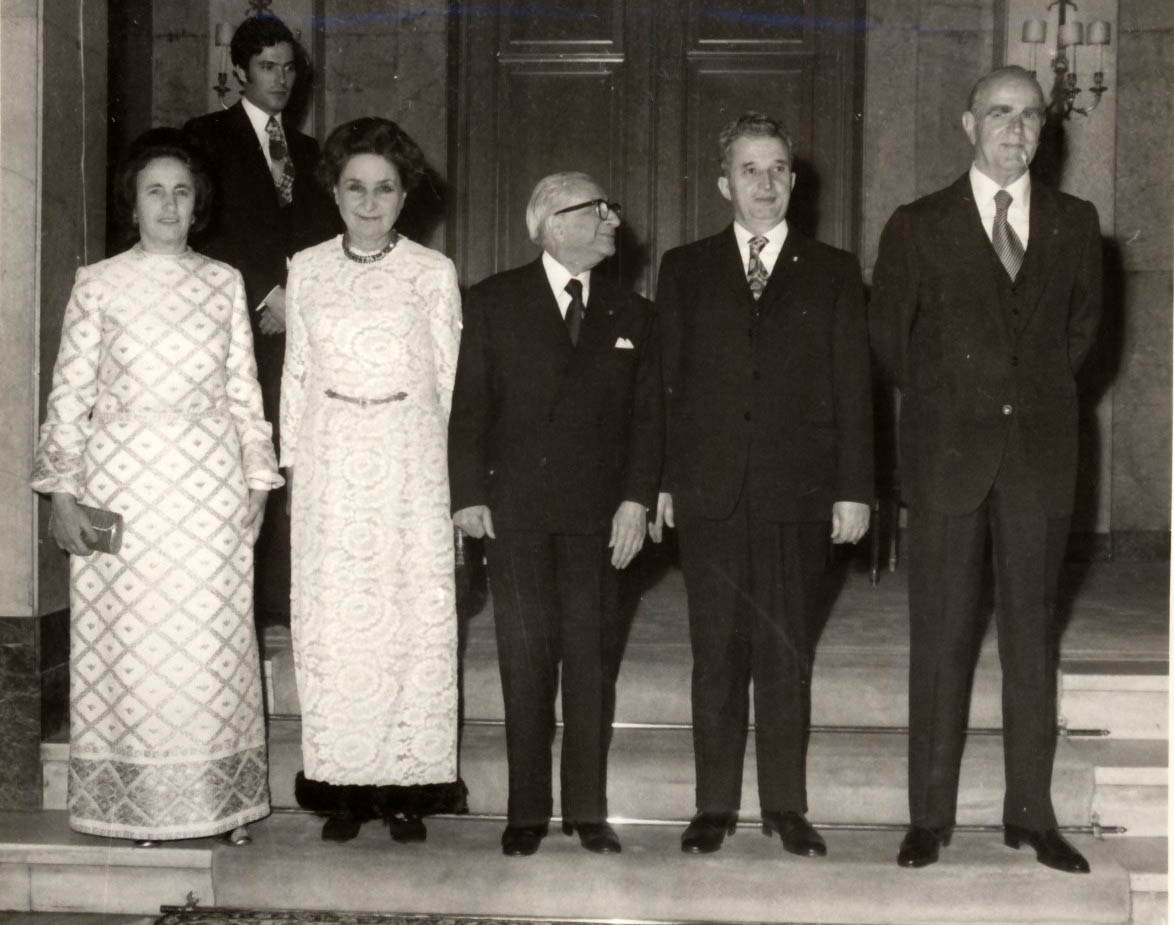
1976年3月、ギリシアにて
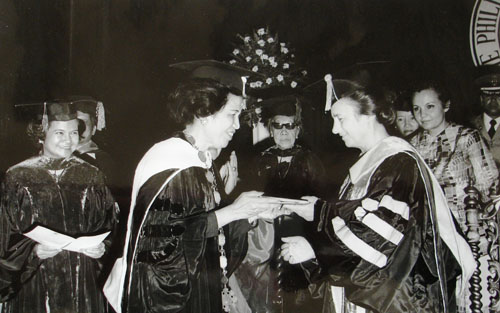
マニラにて、名誉博士号を受勲するエレナ（1975年）
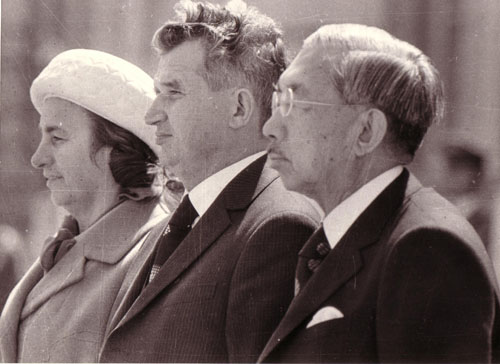
1975年、東京にて、昭和天皇と
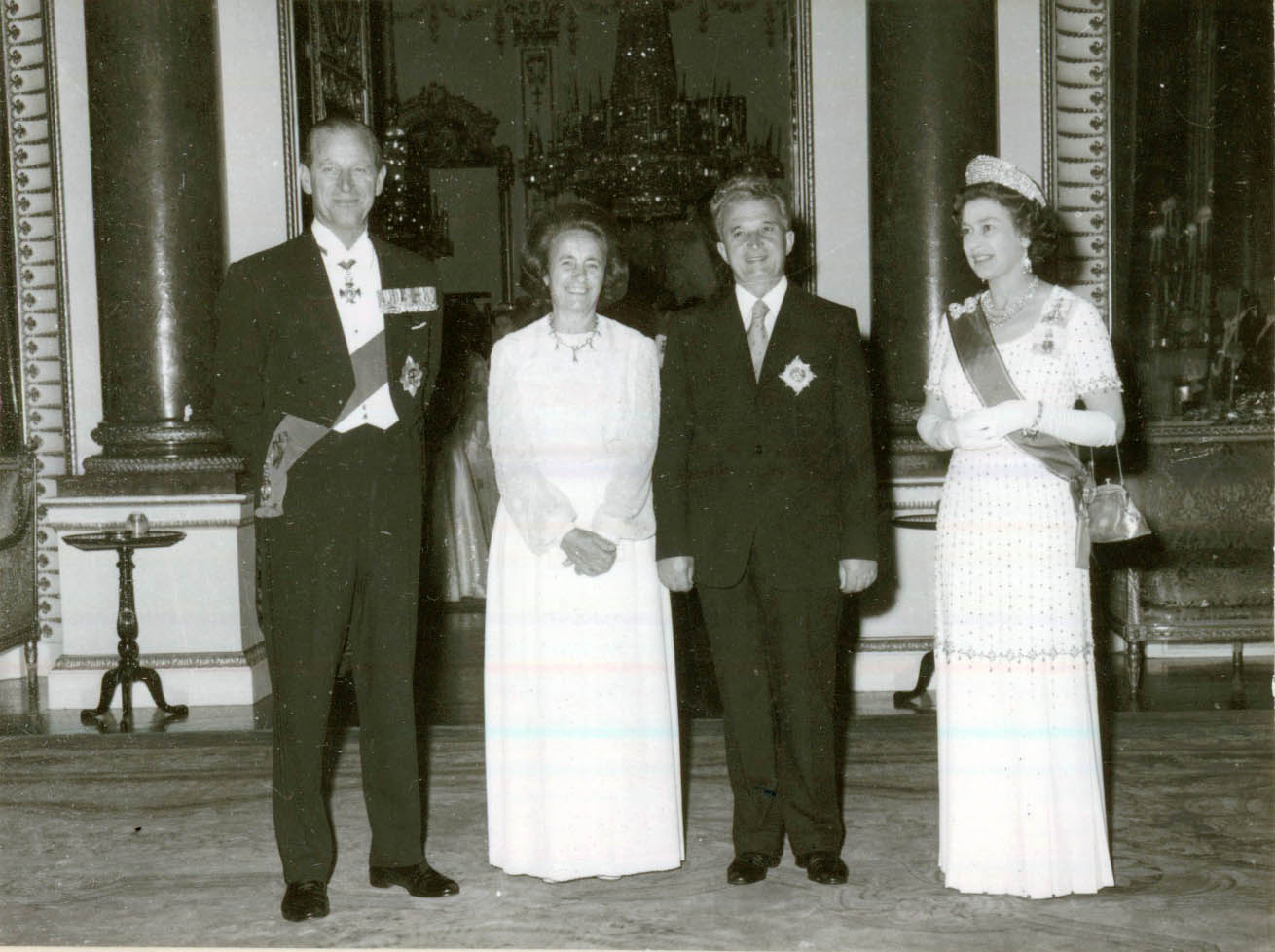
1978年6月、イギリスにて
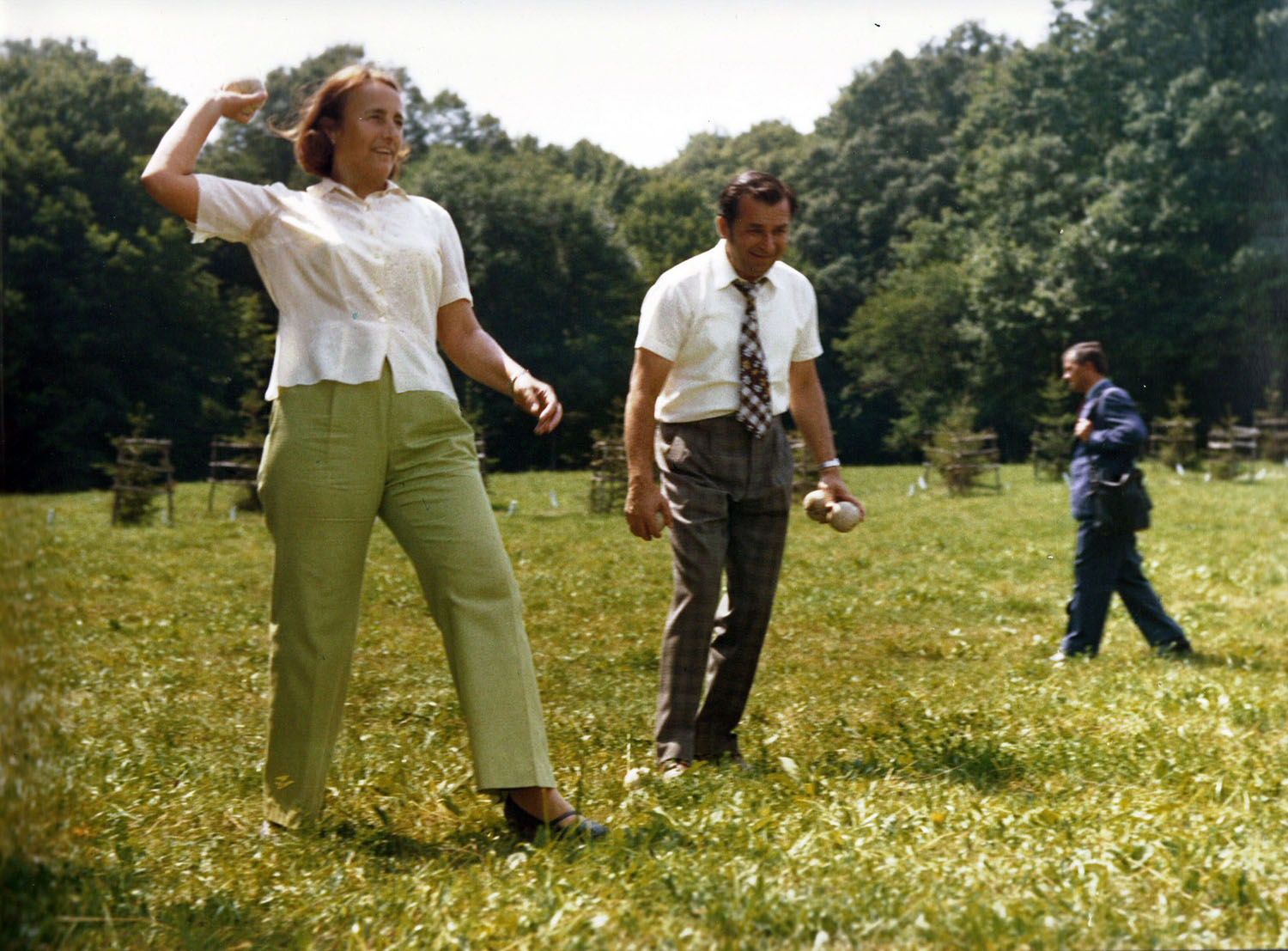
休暇を過ごすエレナ。右側にいるのはイオン・イリエスク
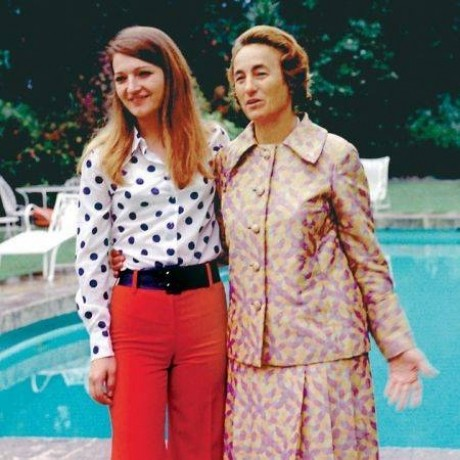
娘のゾヤと

## 参考
1. 1 2 3  “FOND C.C. AL P.C.R. –CABINETUL 2 – ELENA CEAUŞESCU INVENTAR Anii extremi: 1984–1989 Nr. u.a.: 180” (PDF). arhivelenationale.ro.   Arhivele Naționale (National Archives of Romania). 2018年4月9日時点のオリジナルよりアーカイブ。2018年4月8日閲覧。
2. ↑  “1989: Romania's 'first couple' executed”.  BBC News (1989年12月25日). 2003年2月4日時点のオリジナルよりアーカイブ。2022年9月27日閲覧。
3. 1 2  КИРИЛЛ БОЛЬШАКОВ (2004年12月20日). “Последний вампир Трансильвании”.   www.kommersant.ru. 2015年7月13日時点のオリジナルよりアーカイブ。2022年9月26日閲覧。
4. 1 2  Laurenţiu Ungureanu, Radu Eremia (2016年9月1日). “Apostolii Epocii de Aur. Elena Ceauşescu, primul tehnocrat al ţării”.   adevarul.ro. 2022年9月9日時点のオリジナルよりアーカイブ。2022年9月27日閲覧。
5. ↑  Silviu Ghering (2019年11月5日). “Cum arăta Elena Ceaușescu în tinerețe. A fost considerată cea mai puternică femeie de pe planetă, după Margaret Thatcher!”.   www.fanatik.ro. 2022年9月26日閲覧。
6. 1 2 3  Sebetsyen, Victor (2009). Revolution 1989: The Fall of the Soviet Empire. New York City: Pantheon Books. ISBN 978-0-375-42532-5
7. ↑  Cătălin Pena (2020年3月5日). “Povestea de dragoste a cuplului Nicolae și Elena Ceaușescu în documentele PCR de la sfârșitul articolului”.   Istoric. 2020年3月18日時点のオリジナルよりアーカイブ。2022年9月27日閲覧。
8. 1 2 3  Vladimir Tismăneanu (2013年8月7日). “Cine a fost Elena Ceausescu? Tovarasa de viata si de lupta a dictatorului (UPDATE)”. 2013年8月10日時点のオリジナルよりアーカイブ。2022年9月27日閲覧。
9. ↑  Vladimir Tismăneanu (2016年7月14日). “Gramatica obscurantismului”.   moldova.europalibera.org. 2022年2月19日時点のオリジナルよりアーカイブ。2022年9月27日閲覧。
10. ↑  Ileana Pintilie. “Artă în spațiul public sau artă pentru sine Ipostaze ale artistului Ion Grigorescu în epoca comunistăși posttotalitară”. www.ssoar.info. Studia Politica: Romanian Political Science Review, 17(3)/2017, p. 399. 2022年2月19日時点のオリジナルよりアーカイブ。2022年9月27日閲覧。
11. ↑  Stelian Tănase. “Reprezentarea partidelor politice romanesti in Parlamentul European”. Sfera Politicii, nr. 126-127/2007, p. 16.   evistasferapoliticii.ro. 2019年8月6日時点のオリジナルよりアーカイブ。2022年9月27日閲覧。
12. ↑  Emilia Șercan, Cultul secretului. Mecanismele cenzurii în presa comunistă, p. 95. Bucharest: Editura Polirom, 2016, ISBN 978-973-465-3386
13. ↑  “Tezele din Iulie (6 iulie 1971)”. Historia. 2022年8月13日時点のオリジナルよりアーカイブ。2023年7月20日閲覧。
14. ↑  Lavinia Betea (2013年3月28日). “,,Tezele din iulie” 1971 –ultima etapă a reformelor iniţiate de Ceauşescu în 1967”. Adevărul. 2023年1月30日時点のオリジナルよりアーカイブ。2023年7月19日閲覧。
15. ↑  Denis Grigorescu (2018年2月3日). “Cum a ajuns Elena Ceauşescu deputat de Piteşti. „Savanta de renume mondial“ a ocupat funcţia publică timp de 14 ani”.   adevarul.ro. 2022年9月27日閲覧。
16. ↑  “В Румынии эксгумированы останки Николае Чаушеску и его жены Елены”. Информационное агентство (2010年7月21日). 2015年9月24日時点のオリジナルよりアーカイブ。2022年11月7日閲覧。
17. ↑  Enhanced Personality Cult for Elena Ceaușescu [リンク切れ] 1986-1-8
18. ↑  “Евреи в обмен на кур - 30 лет назад супруги Чаушеску закончили свою жизнь у стены сортира”.   evrejskaja-panorama.de (2019年12月). 2022年9月27日閲覧。
19. ↑  luni (2010年1月4日). “Biserica demolată de Ceauşescu, reconstruită”. evz.ro. 2015年10月5日時点のオリジナルよりアーカイブ。2022年9月26日閲覧。
20. ↑  Cristina Liana Olteanu. “Cultul Elenei Ceauşescu în anii ’80”. Universitatea din Bucuresti. 2022年9月27日閲覧。
21. ↑  Der Grenzer am Eisernen Vorhang. Part 4. A film by Sylvia Nagel. LE Vision GmbH. Mitteldeutsche Rundfunk (MDT), 2008. Broadcast by YLE Teema, 3 January 2012.
22. ↑  V. Brădăţeanu (2014年12月12日). “Cronologie Revoluţia Română din decembrie 1989”.   rador. 2015年4月4日時点のオリジナルよりアーカイブ。2022年9月27日閲覧。
23. 1 2 3  Alexandru Panait (2019年12月27日). “Primele decrete semnate de Ion Iliescu în 1989 au fost ilegale iar Monitorul Oficial a amânat publicarea lor”.   Curentul. 2019年12月28日時点のオリジナルよりアーカイブ。2022年9月27日閲覧。
24. 1 2 3  Юрій Бохан (2010年12月25日). “Страта Чаушеску. Так закінчуються диктатури”.   www.istpravda.com.ua. 2010年12月28日時点のオリジナルよりアーカイブ。2022年9月27日閲覧。
25. 1 2  Александр КОНДРАШОВ (2011年2月16日). “Расстрел у стены солдатской уборной - Почему Михаил Горбачев дал согласие на казнь Николае Чаушеску?”. Argumenti. 2011年8月30日時点のオリジナルよりアーカイブ。2022年9月26日閲覧。
26. ↑  “Румыния, революция, Чаушеску, секуритате”. www.conflictologist.org (2009年5月1日). 2014年4月16日時点のオリジナルよりアーカイブ。2022年9月26日閲覧。
27. ↑  Matthias Schepp (2005年10月20日). “Der Diktator und sein Henker”.   www-stern-de. 2022年9月26日閲覧。
28. ↑  ION ILIESCU (1990年1月). “DECRET-LEGE nr.6 din 7 ianuarie 1990”. www.cdep.ro. 2022年9月26日閲覧。
29. ↑  ALINA DUDUCIUC, ILARION ŢIU. “Constituţia şi opinia publică:consensul social privind pedeapsa cu moartea”. Sfera Politicii. 2015年9月24日時点のオリジナルよりアーカイブ。2022年9月26日閲覧。
30. ↑  Ziarul Gandul (2007年3月26日). “Piesă rară: teza de doctorat a Elenei Ceaușescu”.   gandul. 2007年5月4日時点のオリジナルよりアーカイブ。2022年9月27日閲覧。
31. ↑  “Elena Ceaușescu on Google Scholar”. Google Scholar. 2022年9月27日閲覧。
32. 1 2 3  Melissa Davey (2021年12月22日). “'A moral issue to correct': the long tail of Elena Ceaușescu's fraudulent scientific work”. The Guardian. 2021年12月22日時点のオリジナルよりアーカイブ。2021年12月22日閲覧。
33. ↑  de Flers, Rene (1984年7月27日). “RAD Background Report/135 (Romania) 27 July 1984 BIOGRAPHICAL SKETCHES OF THE CEAUSESCU CLAN”.  Radio Free Europe. pp. 5. 2009年6月3日時点のオリジナルよりアーカイブ。2022年9月27日閲覧。
34. 1 2  “”EPOPEEA PLAGIATULUI” în România. De la Elena Ceaușescu la Nicolae Ciucă”.   www.puterea.ro (2022年1月24日). 2022年9月27日閲覧。
35. ↑  “Repeat after me”. Nature 488 (7411):  253. (16 August 2012). Bibcode: 2012Natur.488Q.253.. doi:10.1038/488253a. PMID 22895297.
36. ↑  Doina JELA. “Ceausescu, obsesia nemarturisita a romanilor”.   www.observatorcultural.ro. 2007年5月7日時点のオリジナルよりアーカイブ。2022年9月27日閲覧。
37. ↑  Arma saracului. “Trecutul de lângă noi”.   www.lumeam.ro. 2003年11月19日時点のオリジナルよりアーカイブ。2022年9月27日閲覧。
38. ↑  Judecator Gica POPA. “Un proces/crimă ce va face dintr-un dictator, un martir(Stenogramă)”.   revolutia.trei.ro. 2007年5月2日時点のオリジナルよりアーカイブ。2022年9月27日閲覧。
39. ↑  “Codoi”. Dexonline.ro. 2022年9月27日閲覧。
40. ↑  René de Flers. “Biographical Sketches of the Ceausescu Clan”. Radio Liberty Background Reports, p.4., Blinken Open Society Archives. 2020年9月4日時点のオリジナルよりアーカイブ。2022年9月27日閲覧。
41. ↑  “CHAPTER 96 — LIFE UNDER COMMUNISM: HELL ON EARTH”. www.ewtn.com.   American Life League. 2004年8月9日時点のオリジナルよりアーカイブ。2022年9月27日閲覧。
42. ↑  “Pacepa, aminitiri despre Ceausescu: M-am complacut in privilegii, dar m-am lepadat de comunism cand era in plina glorie”.   Ziare.com (2015年1月12日). 2015年1月13日時点のオリジナルよりアーカイブ。2022年9月27日閲覧。
43. ↑  “Espacenet list of patents with inventor 'Ceaușescu Elena'”. worldwide.espacenet.com. 2022年9月27日閲覧。
44. ↑  @RoySocChem (2021年12月22日). "@njbirse The process of revoking her association with the Royal Institute of Chemistry – our antecedent society unt…". X（旧Twitter）より2022年9月27日閲覧。
45. ↑  “Distincţii străine primite de tovarăşa acad. dr ing. Elena Ceauşescu”.   Jurnalul Național (2009年1月6日). 2013年3月12日時点のオリジナルよりアーカイブ。2022年10月27日閲覧。
46. ↑  “Decretul nr. 155/1971 privind conferirea titlului de Erou al Muncii Socialiste” (1971年5月6日). 2018年7月1日時点のオリジナルよりアーカイブ。2022年9月27日閲覧。
47. ↑  “Iran - Host to the World”. badraie.com. 2004年3月2日時点のオリジナルよりアーカイブ。2022年9月27日閲覧。
48. ↑  “CEAUSESCU ra Elena - Cavaliere di Gran Croce Ordine al Merito della Repubblica Italiana”.   www.quirinale.it. 2014年3月22日時点のオリジナルよりアーカイブ。2022年9月27日閲覧。
49. ↑  “ENTIDADES ESTRANGEIRAS AGRACIADAS COM ORDENS PORTUGUESAS”.   www.ordens.presidencia.pt. 2022年9月27日閲覧。
50. ↑  “President's Week in Review: April 7 – April 13, 1975”.   Official Gazette of the Republic of the Philippines (1975年5月5日). 2020年10月28日時点のオリジナルよりアーカイブ。2022年9月27日閲覧。
51. ↑  “Senarai Penuh Penerima Darjah Kebesaran, Bintang dan Pingat Persekutuan Tahun 1984.”. 2013年10月29日時点のオリジナルよりアーカイブ。2016年6月15日閲覧。
52. ↑  Hardman, Robert (2019年6月1日). “Why Ceausescu's 1978 state visit was far more humiliating than Trump's ever could be”. The Spectator. 2019年6月4日時点のオリジナルよりアーカイブ。2022年9月27日閲覧。